# Rebecca Gunnarstedt
Rebecca Gunnarstedt (9 febbraio 1991) è un'ex sciatrice alpina svedese.

## Biografia
Attiva in gare FIS dal dicembre del 2006, in Coppa Europa la Gunnarstedt ha esordito il 26 novembre 2012 a Vemdalen in slalom speciale, senza completare la prova, e ha ottenuto il miglior piazzamento il 18 gennaio 2019 in Val di Fassa in discesa libera (41ª), alla sua ultima gara nel circuito. Si è ritirata durante quella stessa stagione 2018-2019 e la sua ultima gara è stata un supergigante FIS disputato il 23 gennaio a Santa Caterina Valfurva, chiuso dalla Gunnarstedt al 29º posto; non ha debuttato in Coppa del Mondo né preso parte a rassegne olimpiche o iridate.

## Palmarès

### Campionati svedesi
- 1 medaglia:
  - 1 bronzo (supergigante nel 2018)